# 原康修爾猿屬
原康修爾猿屬（学名：Proconsul）是一屬早期的靈長目，生存於1800-1400萬年前中新世的肯雅及後來的非洲。目前其下有四個物種，重量約為10-40公斤。牠們都是棲息在雨林中的。
原康修爾猿同時擁有舊世界猴及猿的特徵，故牠們的人猿總科分類只是臨時的。有些學者認為牠們是在人猿總科以外，是猿及舊世界猴分支前的動物。若原康修爾猿並非猿，牠有可能較接近埃及猿。
原康修爾猿那些像舊世界猴的特徵包括：薄的牙齒琺瑯質、身體較輕盈，胸部較窄而前肢較短，並有樹上四足的生活模式。牠那些像猿的特徵包括：沒有尾巴，像猿的肘，並相對體型較大的腦部。

## 發現及分類
首個原康修爾猿的標本是一個顎骨部份，於1909年在西肯雅近基蘇木發現的，是人猿總科最古老的化石，亦是撒哈拉以南非洲首個發現的哺乳動物化石。牠的學名意思是「在猴戲之前」或「黑猩猩的祖先」。
其他的化石最初都被分類在非洲原康修爾猿中，而在後來重新分類的。它們都是一些原先被認為是非洲原康修爾猿的化石，再綜合一些其他的化石碎片而成為了新的物種。例如瑪麗·利基於1948年發現的非洲種化石，後加上Thomas Whitworth於1951年的發現成為heseloni種。
原康修爾猿科首先由路易士·利基於1962年提出，11年後已包括了非洲原康修爾猿、尼安薩原康修爾猿及大型原康修爾猿。這個分類最初沒有被即時接納，但最終得到認可。
人猿總科的分類在20世紀下半葉變得很複雜，由於不斷有新的化石湧現，以致得多古人類學家都多次變更，估計情況會持續下去。就原康修爾猿而言，就有學者認為牠們不是屬於人猿總科，而是它的姊妹分類。

## 外部連結
- Anthropoidea - monkeys and apes, Mikkos's Phylogeny Archive
- Comparative dental development and microstructure of Proconsul teeth from Rusinga Island, Kenya[永久]
- 原康修爾猿的參考文獻 （页面存档备份，存于）